# Jacqueline Sumfest
Pour les articles homonymes, voir Sumfest.
Jacqueline Sumfest est une joueuse américaine de hockey sur gazon. Elle évolue au poste de défenseure au WC Eagles et avec l'équipe nationale américaine.

## Biographie
- Naissance le 10 décembre 1998 à Lewisburg.
- Élève à l'Université de Caroline du Nord.

## Carrière
Elle a fait ses débuts en équipe première en novembre 2021 lors d'un match amical face au Canada en Californie.